# Blut im Gesicht
Blut im Gesicht (Originaltitel: Blood in the Face) ist ein US-amerikanischer Dokumentarfilm aus dem Jahr 1991 über White-Supremacy-Gruppen in den USA. Inszeniert wurde der Film von Anne Bohlen, Kevin Rafferty und James Ridgeway und beinhaltet diverse Interviews mit Mitgliedern dieser Bewegungen.

## Inhalt
Blut im Gesicht geht auf eine Idee des Autors James Ridgeway zurück, der auch einer der Regisseure des Films ist. Hauptsächlich wurde die Dokumentation im Cohoctah Township (im Livingston County), Michigan gedreht. Im Wesentlichen fokussiert sie auf Treffen und Gedankenaustausch von Mitgliedern des Ku-Klux-Klans, Neo-Nazis, Rassisten, Verschwörungstheoretikern, Holocaustleugnern, evangelikalen Christen, die die farbigen US-Bürger beschuldigen, einen Rassenkrieg in den USA anzetteln zu wollen.
Filmemacher Anne Bohlen und Kevin Rafferty führen etliche Interviews auch mit Anhängern der „Christian-Identity-Bewegung“. Einige davon favorisieren die Idee, in den Nordwesten der USA zu ziehen, im Wesentlichen in den c. Auf dem Audiokommentar zu Roger & Me sagt der Filmemacher Michael Moore, dass er ebenfalls einen Termin mit einem Anhänger der Bewegung hatte, dieser jedoch in letzter Minute abgesagt wurde. Moore ist im Film nicht zu sehen, aber man hört, wie er ein Interview führt.

## Kritik
Die Website Rotten Tomatoes, die Kritiken auswertet, verzeichnet für den Film sechs Kritiken, die allesamt positiv gestimmt waren. Die durchschnittliche Bewertung liegt bei 7,3/10.

## Weiteres
- Archivaufnahmen von George Lincoln Rockwell, Gründer der American Nazi Party, sind zu sehen.
- Der Film nimmt Bezug auf die Organisation The Order.
- Im Film wird mehrfach die Auffassung vertreten, den Holocaust hätte es nicht gegeben und die USA würden von ZOG regiert.
- Einmal werden Schwarze als Mudpeople bezeichnet, ein abfälliger Begriff für Schwarze.
- Der Ausdruck Blood in the face (Blut im Gesicht) bezieht sich auf eine Theorie, nach der nur Angehörige der weißen Herrenrasse eine Verfärbung im Gesicht hätten. Bei hellhäutigen Juden sei dieses Phänomen beispielsweise nicht zu erkennen.
- Ein Angehöriger der Bewegung behauptet, es sei wissenschaftlich erwiesen, dass eine weiße Frau, die mit einem Schwarzen Geschlechtsverkehr gehabt habe, verseucht sei und dieses Schwarze auf ihre späteren Kinder mit einem Weißen übertrage.

## Auszeichnung
- Sundance Film Festival 1991: Nominiert als bester Dokumentarfilm